# ریچل ایمیسون
ریچل ایمیسون (انگلیسی: Rachel Imison؛ زادهٔ ۱۶ دسامبر ۱۹۷۸) بازیکن هاکی روی چمن اهل استرالیا بود.